# 栄一橋
栄一橋（えいいちばし）は、福島県いわき市にある道路橋である。当記事では、現在、国道49号の一部として利用される橋梁、新栄一橋についても述べる。

## 概要
- 全長：94.0m
  - 主径間：60.0m
- 幅員：6.0m
- 形式：単径間上路式鋼ワーレントラス橋＋鋼単純鈑桁橋×2
- 施工：滝上工業
- 竣工：1958年3月[1]

いわき市北西部の好間地区にて、二級水系夏井川水系好間川の支流を渡り、いわき市道道内小川崎線を通す。東詰は好間町大利字西田、西詰は好間町大利字小川崎に位置する。当時の二級国道新潟平線の道路改良工事として事業化され、1953年より架橋地点の選定が行われた。上部工施工はケーブルエレクション工法で行われ、縦断勾配4%であるため細心の注意を払い架設された。総工費は当時の金額で3572万8千円。幅員6mの路側帯の無い構造で、大型車のすれ違いには注意を要する橋であった。橋の両側の道路は比較的広く、幅員減少の標識が現在も残っている。後年、幅員が狭小のため新栄一橋が計画され、その後完成するまで一般国道49号の経路として利用されていた。現在はバリケードにより車両の進入は不可能。新栄一橋のすぐ南側にあり、現道から至近に見ることができる。

## 新栄一橋
栄一橋と同じく、いわき市好間町大利付近に位置し、好間川の支流に架けられている。本橋の開通により、国道49号は本橋を経由するようになった。また、2007年に耐震補強のため、粘性ダンパーの利用や現況の斜材の交換などが行われた。

### 橋梁のデータ
- 長さ : 107m
  - 主径間：69.0m
- 幅員 : 8.5m
- 構造 : 3径間鋼ラーメン橋
- 車線 : 片側1車線（上下線合計2車線）
- 施工：川田工業[5]

## 沿革
- 1958年3月 - 栄一橋の完成
- 1985年1月 - 新栄一橋の完成
- 2007年 - 耐震補強のための工事を実施